# Wanderwege im Pfälzerwald

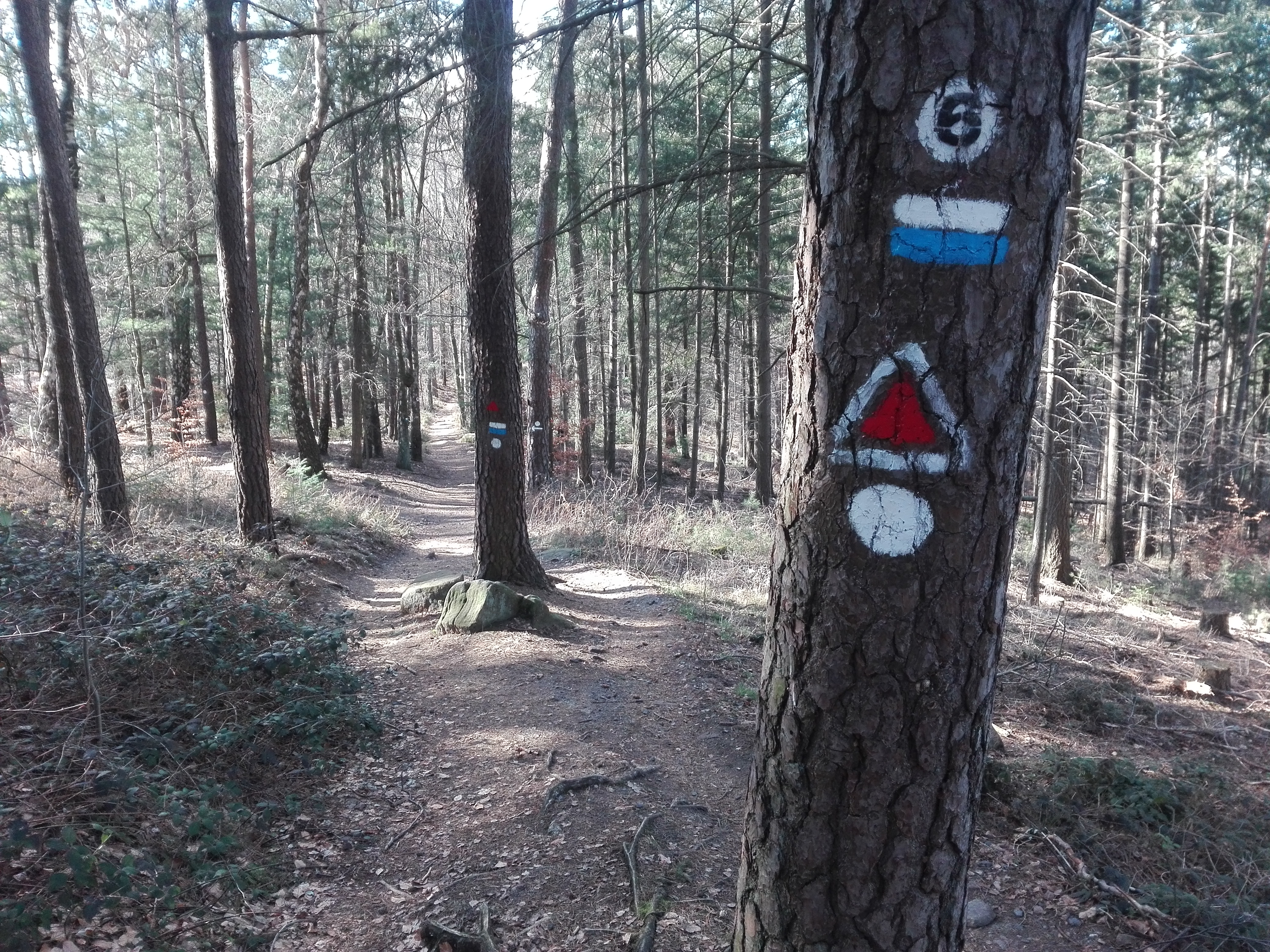
Typischer gekennzeichneter Pfad

Wanderwege im Pfälzerwald sind zum einen Teil Weitwanderwege, die vorwiegend vom Pfälzerwald-Verein betreut werden, und an das nationale und internationale Fernwanderwegenetz angebunden sind. Zum anderen Teil handelt es sich um örtliche Rund- und Themenwanderwege mit zum Teil überregionaler Bedeutung, die von Orts- und Verbandsgemeinden betreut werden. Die Zugehörigkeit des Pfälzerwalds zum Biosphärenreservat Pfälzerwald-Vosges du Nord und die damit verbundenen Bemühungen zum Schutz des bedeutsamen Naturerbes, die Buntsandsteinlandschaft des Pfälzerwalds, die Burgen im Dahner Felsenland und die grenzüberschreitenden Wege ins Elsass und die Nordvogesen stellen für Wanderer den besonderen Reiz an dieser Region dar.

## Fernwanderwege
In diesem Abschnitt werden Fernwanderwege vorgestellt, die den Pfälzerwald durchlaufen.

### Internationale Fernwanderwege

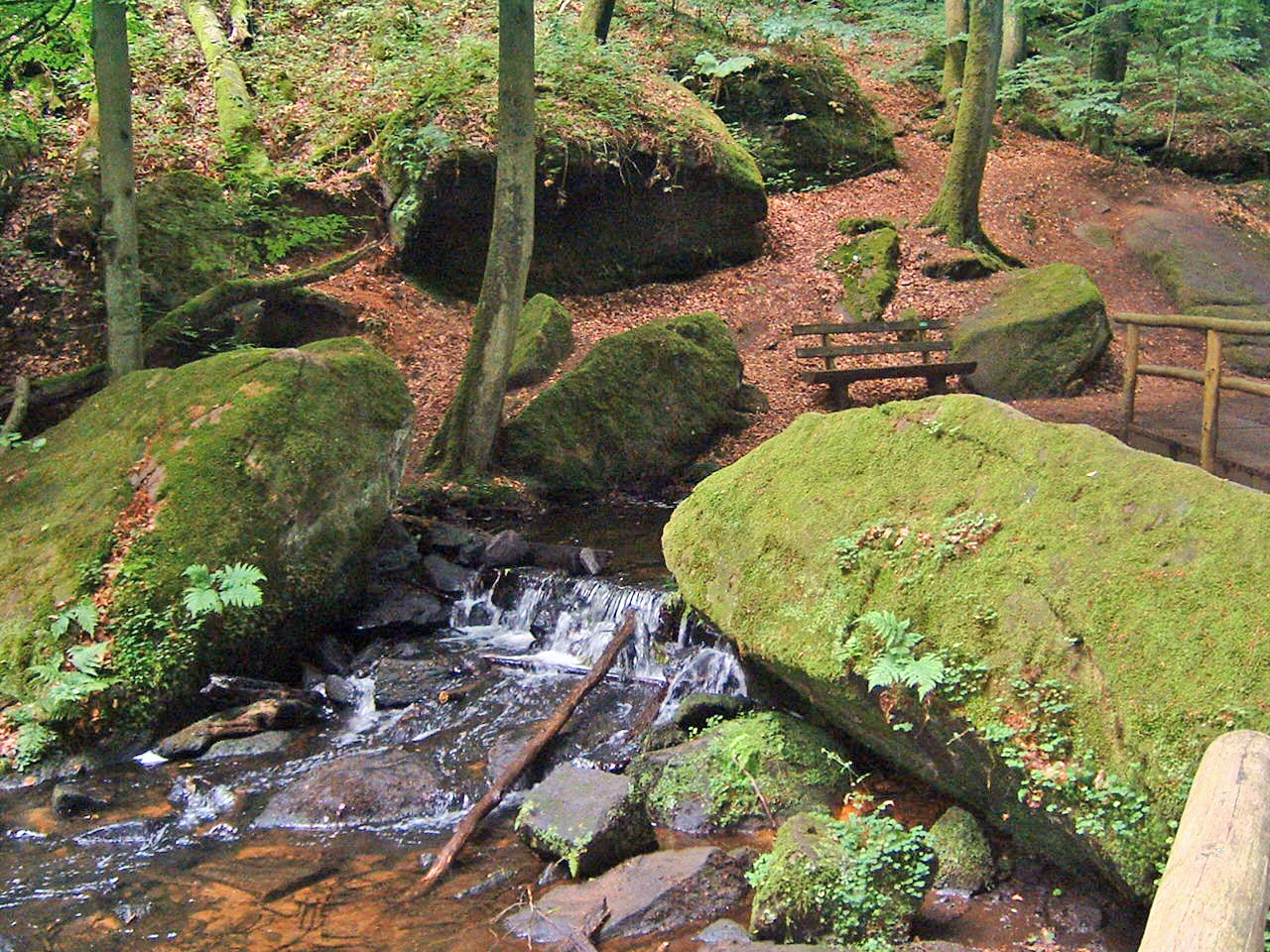
Wanderweg im Karlstal entlang der Moosalb

Die Pfälzer Jakobswege sind zwei historische Pilgerpfade von Speyer nach Santiago de Compostela mit dem Wegzeichen Weiße Muschel auf blauem Grund. Die Nordroute verlief entlang des Speyerbachs, über die Frankenweide und durch das Karlstal Richtung Landstuhler Bruch an der Spitalkirche Vogelbach vorbei über den Karlsberg nach Homburg und von dort über das Kloster Hornbach nach Frankreich. Die heute teilweise unbekannte Südroute verlief teilweise entlang des Klingbachs, durch den Wasgau, und entlang der französischen Grenze bis zum Kloster Hornbach.
 
Der Europäische Fernwanderweg E 8 von Irland in die Türkei verläuft in Rheinland-Pfalz von Norden entlang des Rheins bis zum Donnersberg, anschließend über Worms in den Odenwald (Hessen). Eine alternative Südroute führt den E8 durch den Pfälzerwald entlang des internationalen Fernwanderwegs Nahegau-Wasgau-Vogesen (Weißes Kreuz) von Niederhausen an der Nahe über den Donnersberg und Hochspeyer nach Johanniskreuz und entlang des Wanderwegs Rotes Kreuz von Johanniskreuz über den Eschkopf und Edenkoben nach Speyer.

Der Internationale Fernwanderweg Nahegau-Wasgau-Vogesen verläuft mit dem Wegzeichen Weißes Kreuz von Niederhausen an der Nahe über den Donnersberg kommend, über den Schorlenberg, Hochspeyer und Waldleiningen nach Johanniskreuz (bis hier ist er ein Teil der Südroute des Europäischen Fernwanderwegs E8). Von Johanniskreuz verläuft der Weg über Leimen und Münchweiler an der Rodalb nach Pirmasens. Weiter nach Frankreich verläuft der Weg über Pirmasenser Stadtteil Erlenbrunn, die Pfälzerwald-Vereinshütte Drei Buchen, Eppenbrunn, den Altschlossfelsen, danach über die Grenze nach Bitsch und Wingen-sur-Moder.

Der Internationale Fernwanderweg Donnersberg–Donon verläuft mit dem Wegzeichen Roter Balken von Bad Kreuznach über das Donnersberggebiet und durch den Pfälzerwald zum Donon im Elsass. Der Wegverlauf im Pfälzerwald führt über Kaiserslautern, den Aschbacherhof, Trippstadt, vorbei am Oberhammer, über Leimen zur Ruine Gräfenstein. Von dort geht es weiter über Hinterweidenthal und die Ruine Neudahn, durch Dahn, Bruchweiler-Bärenbach und Rumbach bis zur französischen Grenze am Kaiser-Wilhelm-Stein. Der Weg verläuft auf der französischen Seite als GR 53 auf mehreren Etappen durchs Elsass bis zum Gipfel des Donon.

Der Internationale Fernwanderweg Staudernheim-Soultz-sous-Forêts verläuft mit dem Wegzeichen Blauer Balken von Staudernheim an der Nahe, durch den äußersten Osten des Nordpfälzer Berglandes über Ramsen, Altleiningen, Bad Dürkheim, Weidenthal, Elmstein, das Wander- und Jugendheim Taubensuhl, Annweiler am Trifels, dem Cramerhaus und Niederschlettenbach nach Soultz-sous-Forêts im Elsass.

Der Internationale Fernwanderweg Pirmasens-Belfort verläuft mit dem Wegzeichen Gelber Balken von Pirmasens nach Belfort südlich der Vogesen. Details über Teilwege weiter unten auf dieser Seite.

### Nationale Fernwanderwege

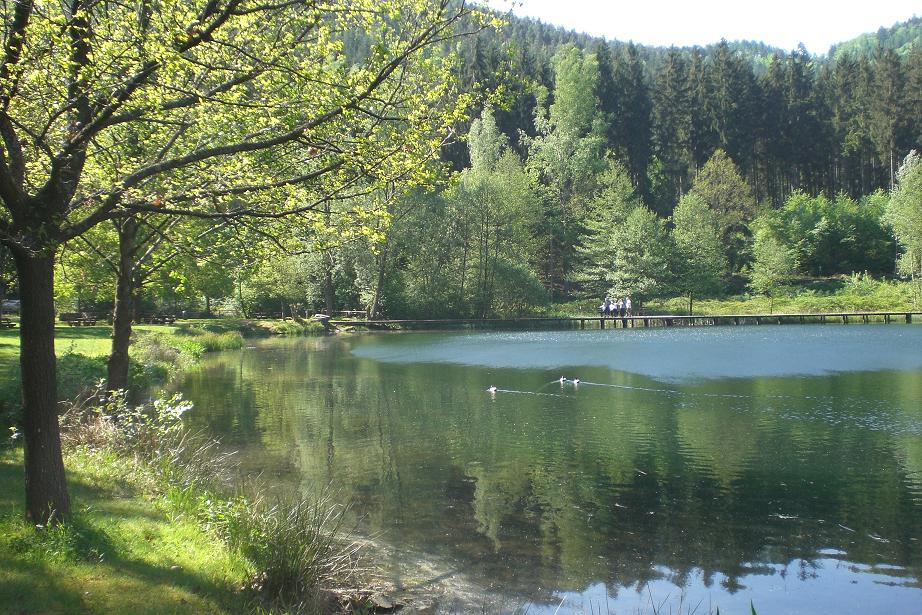
Mehrere Wanderwege führen vorbei am Badesee Helmbachweiher

Der Fernwanderweg Saar-Rhein-Main verläuft mit dem Wegzeichen Gelbes Kreuz durch den Pfälzerwald und Rheinhessen zum Main: von Homburg über Höheinöd, Waldfischbach, die Hundsweihersägemühle und durch das Schwarzbachtal nach Johanniskreuz. Von dort geht es weiter über Elmstein und Helmbach nach Erfenstein, weiter über Lambrecht zur Pfälzerwald-Vereinshütte Lambertskreuz. Der letzte Streckenabschnitt innerhalb des Pfälzerwalds führt über die Hardenburg, Altleiningen und Eisenberg nach Rheinhessen, und dort über Alzey nach Wörth am Main.

Der Fernwanderweg Franken-Hessen-Kurpfalz verläuft von Aschaffenburg über Speyer, anschließend durch den Pfälzerwald mit dem Wegzeichen Rotes Kreuz bis zur Burg Lichtenberg. Der Wegverlauf im Pfälzerwald geht von Edenkoben, Naturfreundehaus am Steigerkopf, die Lolosruhe, über Taubensuhl und den Eschkopf nach Johanniskreuz (bis hier ist er ein Teil der Südroute des Europäischen Fernwanderwegs E 8). Von Johanniskreuz geht es weiter zum Oberhammer und durch das Karlstal zum Naturfreundehaus Finsterbrunnertal, vorbei am Gelterswoog nach Landstuhl. Über Kusel verläuft der Weg anschließend zur Burg Lichtenberg.

#### Die Saar-Rhein Wanderwege
Diese beiden Wanderwege führen von Saarbrücken durch den Pfälzerwald zum Rhein bei Wörth.

Im Pfälzerwald läuft der Saar-Rhein-Weg – grüner Balken – von Zweibrücken-Niederauerbach über Contwig, Walshausen, und Bottenbach nach Kröppen. Von dort geht es über Eppenbrunn und Ludwigswinkel, Petersbächel und Schönau nach Nothweiler, anschließend über Bobenthal nach Sankt Germanshof an der französischen Grenze. Weiter führt der Weg abschließend über Schweigen-Rechtenbach Richtung Bienwald.

Der Saar-Pfalz-Weg – schwarzer Punkt auf weißem Balken von Saarbrücken (Schafbrücke) über den Pfälzerwald in die Vorderpfalz bis nach Rülzheim. Der Wegverlauf im Pfälzerwald geht von Landstuhl, über den Gelterswoog und Kaiserslautern, weiter auf der historischen Höhenstraße vorbei an Hochspeyer nach Frankenstein, durch das Jägertal nach Bad Dürkheim, im weiteren Verlauf entlang der Haardt über den Kurpfalz-Park, Neustadt, Orensberg, Albersweiler, Klingenmünster bis nach Bad Bergzabern, weiter an der Ruine Guttenberg vorbei und abschließend östlich über den Bienwald nach Rülzheim.

## Regionale Wanderwege

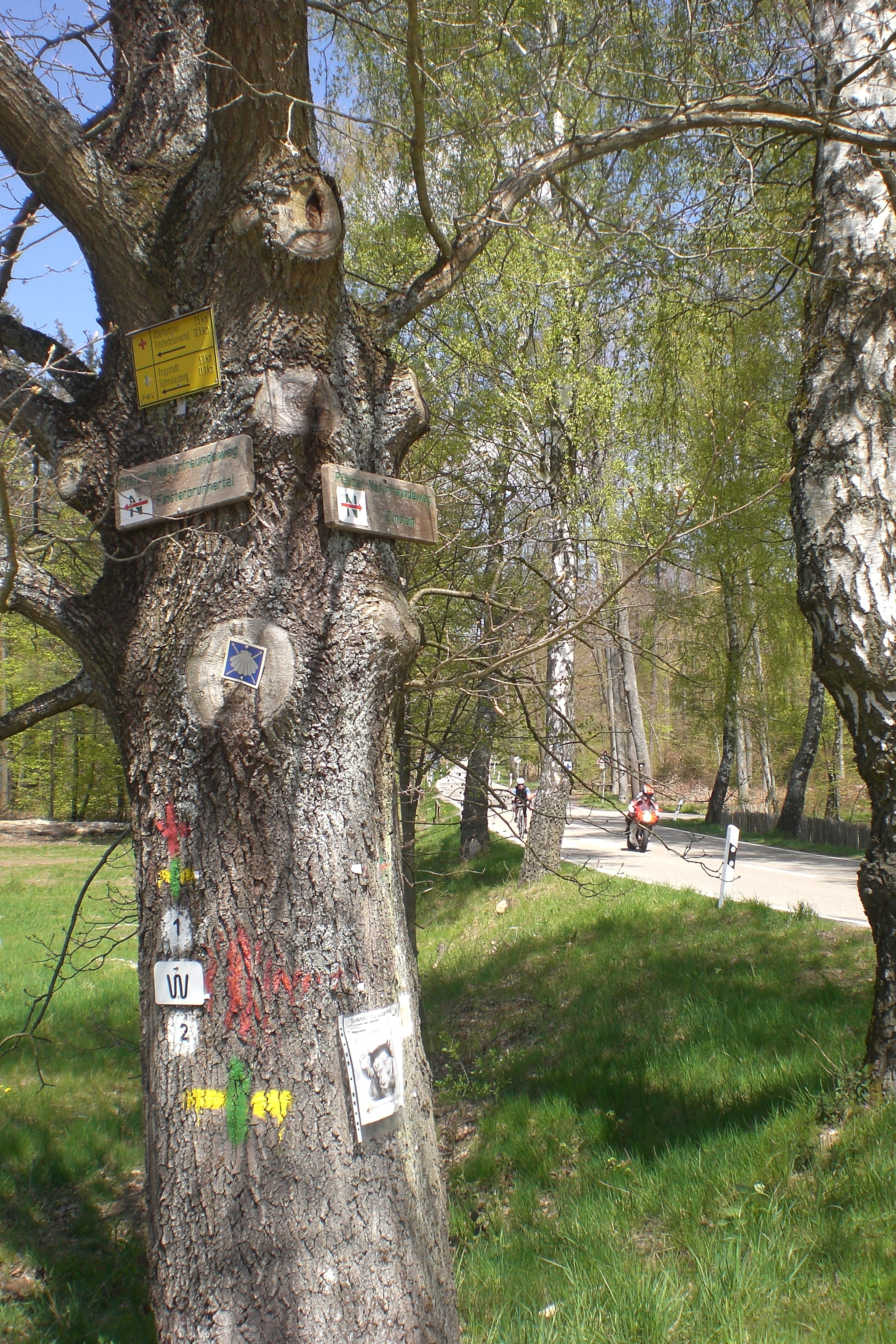
Die Wegemarkierungen in Johanniskreuz

In diesem Abschnitt werden die Wanderwege der Region Pfälzerwald vorgestellt.

### Wanderwegenetz des Pfälzerwalds

#### Wege über Johanniskreuz (Kennzeichnung Farbiges Kreuz)
Neben den Fernwanderwegen Weißes Kreuz, Rotes Kreuz und Gelbes Kreuz verlaufen alle anderen mit einem Kreuz gekennzeichneten Wanderwege im Pfälzerwald über Johanniskreuz:

Blaues Kreuz: Von Niederhausen an der Nahe über Kaiserslautern nach Johanniskreuz, über den Weißenberg, Wilgartswiesen, Spirkelbach, Lug, Dimbach, Bad Bergzabern und den Stäffelsberg zum Sankt Germanshof.

Grünes Kreuz: Von Freinsheim über Weidenthal nach Johanniskreuz, über Münchweiler an der Rodalb und Pirmasens-Ruhbank zum Erlenkopf.

Grün-Gelbes Kreuz: Von Oberbexbach über Schopp und Trippstadt nach Johanniskreuz, über Iggelbach und Neustadt an der Weinstraße nach Ludwigshafen-Rheingönheim.

#### Westpfalz-Wanderwege (Kennzeichnung Farbiges W)
Auf den Westpfalz-Wanderwegen, gekennzeichnet mit dem farbigen Buchstaben W, wurden vom Verein zur Förderung des Tourismus in der Westpfalz e. V. geführte Wanderungen mit Gepäcktransfer angeboten. Das Angebot und die Kennzeichnung der Wege werden seit dem Jahr 2009 nicht mehr aufrechterhalten.

#### Kennzeichnung Farbige Balken

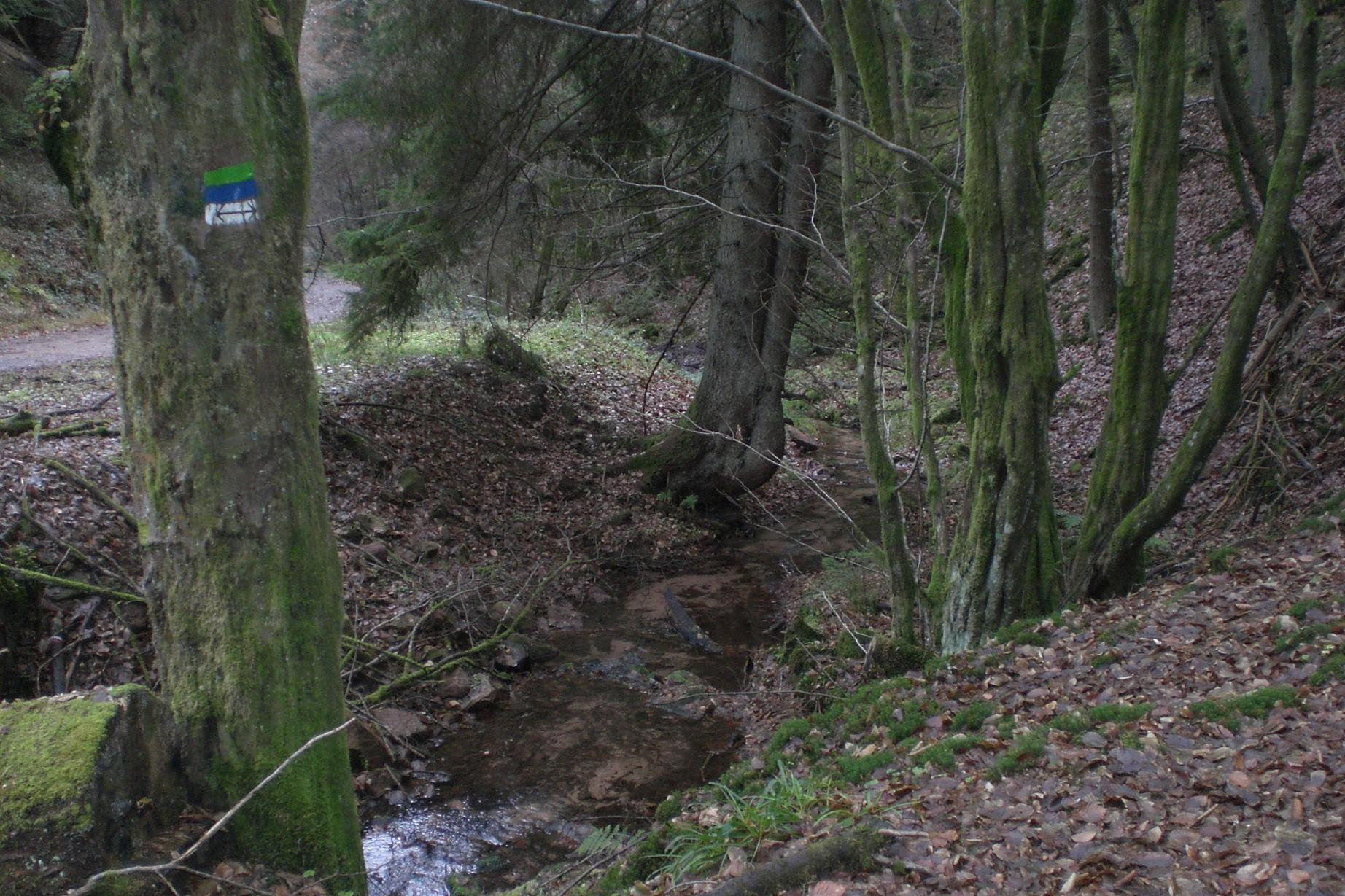
Wegmarkierung am Glasbach bei Frankenstein

Grün-Blauer Balken: Diese Route verläuft von Göllheim nach Eppenbrunn. Eine Auswahl der Stationen dazwischen sind Alsenborn, Frankenstein, Schwarzsohl-Hütte des PWV, Breitenstein, Eußerthal, Rinnthal, Schwanheim, Erfweiler.

Grün-Gelber Balken: Von Kirchheimbolanden aus verläuft der Weg über Kaiserslautern, Horbach, Hermersberg, Waldfischbach, Donsieders, Hinterweidenthal, Münchweiler an der Rodalb,  Fischbach und Schönau nach Hirschthal an der deutsch-französischen Grenze.

Grün-Weißer Balken: Ausgehend von Wasener Kreuz (Westlich von Hertlingshausen, an der Bundesautobahn 6 auf der Gemarkung von Wattenheim) kann auf dieser Route Lambertskreuz, Neidenfels, Esthal, Breitenstein, Forsthaus Heldenstein und St. Martin erwandert werden.

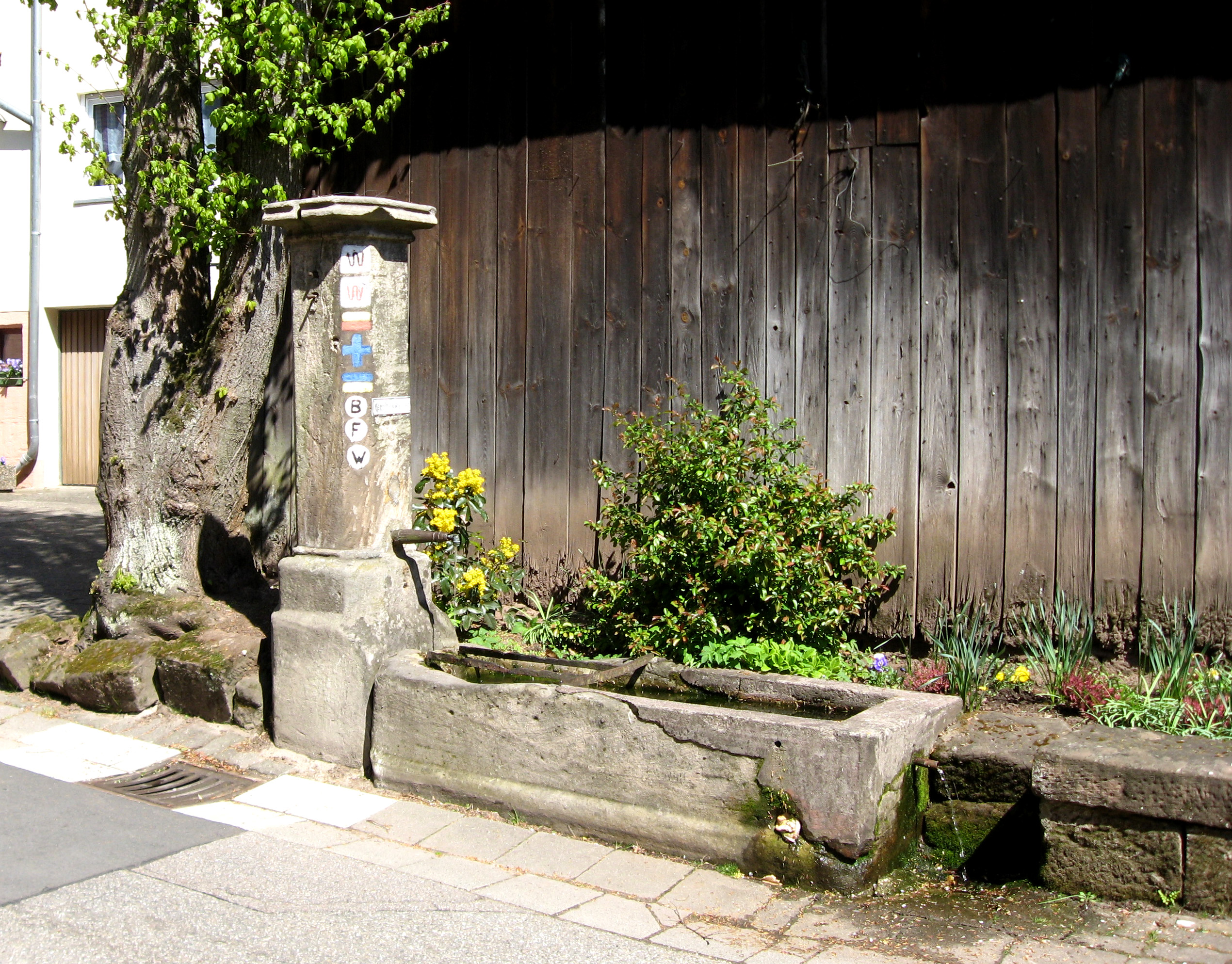
Wegemarkierungen in Wilgartswiesen

Weiß-Blauer Balken: Der als Alsenztalwanderweg von Bad Münster am Stein über Rockenhausen zum Pfälzerwald führende Weg verläuft über Alsenborn und Hochspeyer zur Pfälzerwald-Vereinshütte Forsthaus Schwarzsohl. Von dort nach Helmbach, durch das Dörenbachtal nach Eußerthal, und über Annweiler und Waldrohrbach nach Klingenmünster. Von hier führt der Wanderweg über Gleiszellen, vorbei an der Silzer Linde, und über die Pfälzerwald-Vereinshütte Hirzeck an die französische Grenze nach Sankt Germanshof.

Weiß-Blauer Balken: Zweite Route mit dieser Markierung, hier jedoch weiter östlich im Pfälzerwald. Ausgangsort ist Battenberg. Vorbei an der Hardenburg, Eckkopf (westlich Deidesheim), mit Abstecher auf Stabenberg und Weinbiet über den Weinbiet-Stein nach Neustadt an der Weinstraße, Haßloch, Germersheim und endet in Wörth am Rhein.

Weiß-Roter Balken: Ein Weg der vom Pfälzerwald bis nach Speyer an den Rhein führt. Die Stationen sind Kaiserslautern, Waldleiningen, Schwarzsohl, Esthal, Erfenstein, Hellerplatz, Neustadt an der Weinstraße, Ordenswald/Haßloch, Fronmühle, Speyer.

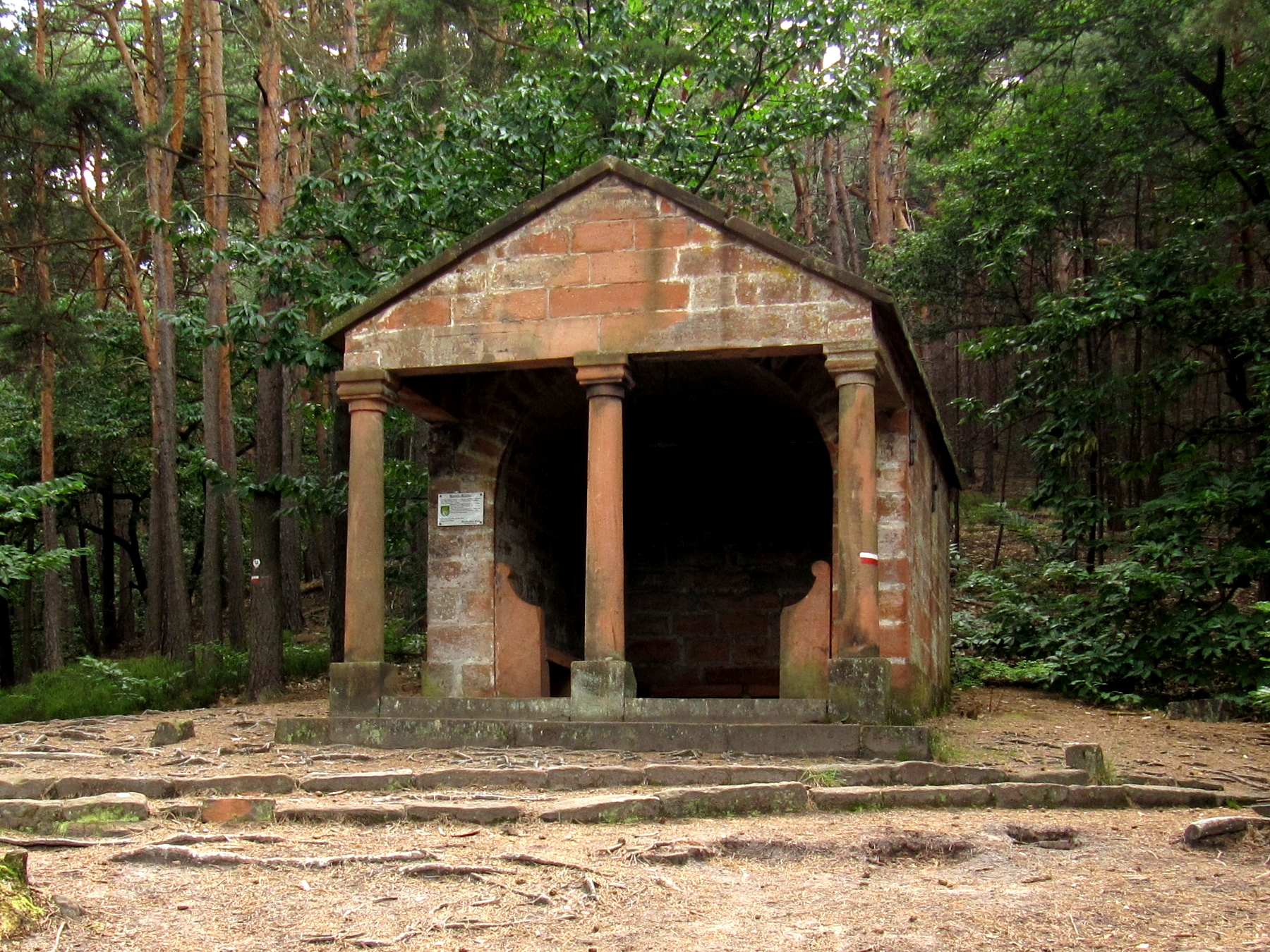
Markierung „weiß-roter Balken“ an der Laurahütte

Weiß-Roter Balken: Ein weiter Weg dieser Markierung beginnt im Krumbachtal führt nach Bad Dürkheim, weiter am Haardtrand entlang, Heidenlöcher, Michaelskapelle in der Nähe von Deidesheim, Gimmeldingen, Neustadt.

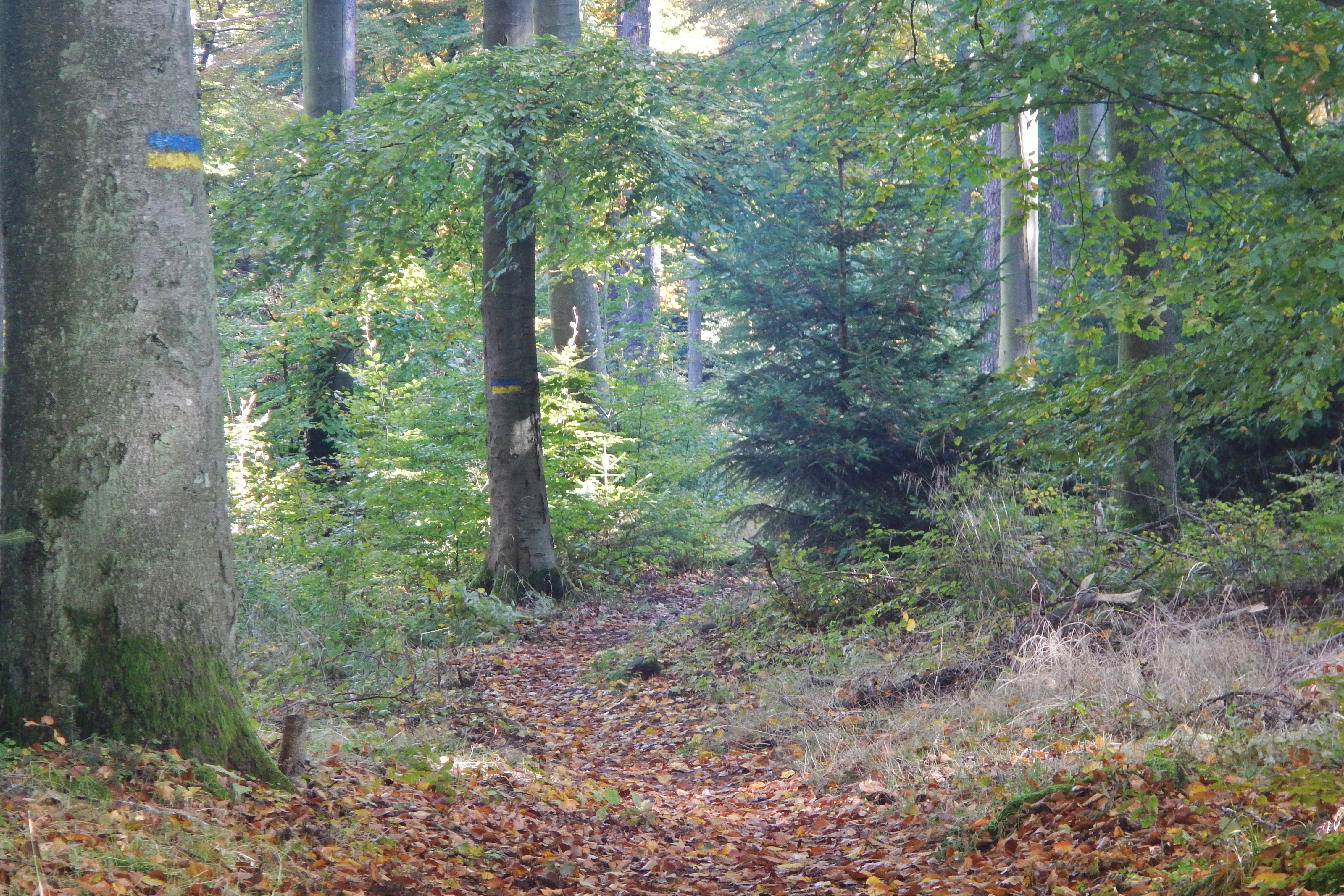
Markierung „blau-gelber Balken“ innerhalb der Waldgemarkung von Neustadt an der Weinstraße

Blau-Gelber Balken: Der aus Lauterecken durch das Nordpfälzer Bergland zum Pfälzerwald führende Weg verläuft über Otterberg und die Eselsfürth nach Hochspeyer, von hier nach Waldleiningen und über die Mückenwiese nach Speyerbrunn im Elmsteiner Tal. Weiter geht es entlang des Erlenbachs nach Hofstätten und zum Annweiler Forsthaus, anschließend über Wilgartswiesen und Hauenstein zum Wanderheim Dicke Eiche. Abschließend geht es über Erlenbach bei Dahn und Reisdorf an die französische Grenze nach St. Germanshof.

Blau-Gelber Balken: Ein zweiter Weg mit dieser Markierung beginnt bei Deidesheim, führt an der Deidesheimer Hütte, dem Grimmeisenbrunnen und der Weinbachspring vorbei zum Rastplatz „Am Weißenstich“. Von dort geht es weiter über das Forsthaus Silbertal und dem Örtchen Lindenberg nach Lambrecht. Dann wird der „Dicke Stein“ mit dem Dicker-Stein-Turm passiert, danach verläuft der Weg weiter über den Kaisergarten, die Hellerhütte und die Totenkopfhütte. Als nächste Stationen folgen der Pass Lolosruhe, der Schänzelturm bei Edenkoben, der Kohlplatz, dann der Ludwigsturm, die Rietburg und die Villa Ludwigshöhe. Den Endpunkt der Strecke markiert Rhodt unter Rietburg.

Weiß-Grüner Balken: Der Weg führt von der Oberen Eselsmühle über Enkenbach-Alsenborn, Diemerstein und Frankenstein nach Weidenthal. Weiter geht es über den Goldbrunnen, Esthal und Erfenstein zur Totenkopfhütte. Durch die Hüttenhohl geht es auf den Gipfel der Kalmit, des mit 673 m höchsten Bergs des Pfälzerwalds (mit bewirtschafteter Pfälzerwald-Vereinshütte), bevor der Abstieg von der Haardt (Pfalz) wieder hinunter nach Maikammer führt.

Grün-Roter Balken: Der Weg von Kaiserslautern ins Leininger Land führt zunächst nach Osten vorbei an Hochspeyer und durch Fischbach nach Frankenstein, anschließend nach Norden über Hertlingshausen, vorbei an Altleiningen mit Burg Altleiningen bis nach Kleinkarlbach, unterhalb der Burg Neuleiningen.

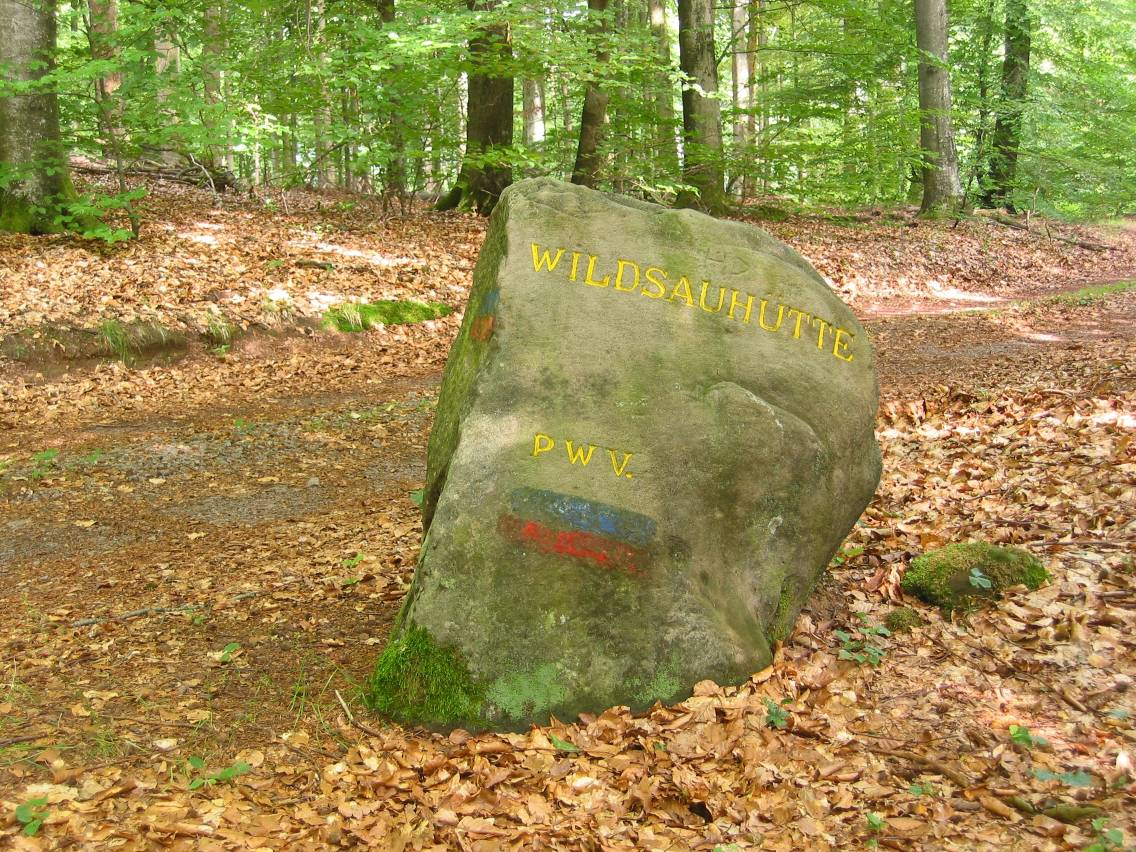
Kennzeichnung „Blau-roter Balken“ zwischen Hermersbergerhof und Hinterweidenthal

Blau-Roter Balken: Ausgangsort des Weges ist Kirchheimbolanden und verläuft danach über Elmstein, Iggelbach, Hofstätten, Hermersbergerhof, Hinterweidenthal bis Pirmasens.

Gelb-Roter Balken: Der eine Teil der Wegmarkierung hat die Besonderheit, nicht in einer Ortschaft zu beginnen (oder zu enden, je nach Betrachtung), sondern an der Bundesstraße 48 im Wellbachtal. Auf seinem Verlauf führt er nach Wilgartswiesen, Hauenstein, Dahn, Schindhard, Ruine Lindelbrunn, Silz, Ruine Landeck, hinaus aus dem Pfälzerwald in die Vorderpfalz nach Rülzheim.

Gelb-Roter Balken: Der andere Teil der Markierung beginnt an Burg Lichtenberg nach Wallhalben, führt anschließend über Thaleischweiler-Fröschen, Burgalben, entlang des Schwarzbachtals, über den Eschkopf, Elmstein, Esthal, Mainzertal (an der Bundesstraße 39), streift den Drachenfels und endet in Wachenheim.

Rot-Weißer Balken: Beginnend in Niederwürzbach verläuft der Weg nach Zweibrücken. Von dort aus führt er über die Hahnberghütte und Contwig entlang des südlichen Randes der Sickinger Höhe über den Flugplatz Pirmasens und Maßweiler nach Thaleischweiler-Fröschen, führt fortan nach Süden und tritt entlang des Blümelsbach und der Felsalb in den Pfälzerwald sowie dessen Südteil Wasgau ein. Über den zu Lemberg gehörenden Weiler Kettrichhof wird das Wanderheim Hohe List passiert. Weiter geht es über die Südflanke des Großen Samsbergs nach Fischbach bei Dahn und danach über die Täler von Fischbach sowie Roßbach entlang des Großen Eyberg nach Dahn. Anschließend streift der Weg den nördlichen Rand von Erfweiler, folgt dem Langenbach, passiert Hauenstein und verläuft zwischen Mischberg und Neding Richtung Wilgartswiesen.
Dort nimmt er Kurs Richtung Norden und tritt in die Frankenweide ein, passiert den Katzenkopf  und den Staufelkopf, ehe er den Hermersbergerhof erreicht. Einige Kilometer östlich verläuft er durch das Tal des Kaltenbach, danach kreuzt innerhalb des Wellbachtals die Bundesstraße 48. Er streift die Nordflanke des Almersberg, verläuft entlang des Dürrentalbach am Nordhang des Prestenberg. Über Eußerthal samt seinem gleichnamigen Kloster und Dernbach kommt er am Wandergasthof Dernbacher Haus und an der Landauer Hütte vorbei. Entlang des Hainbach und unweit der Walddusche erreicht der Höcherbergweg, der danach aus dem Pfälzerwald austritt, zuerst Gleisweiler und schließlich den Endpunkt Böchingen.

Rot-Weißer Balken: Ein zweiter Weg mit dieser Markierung verbindet das Forsthaus Rotsteig mit Neustadt-Gimmeldingen. Auf dem Weg muss der Stabenberg mit der Stabenbergwarte überwunden werden.

Blau-Weißer Balken: Der Weg nimmt seinen Anfang in Ramsen, passiert dann den Eiswoog im Osten und einige Kilometer weiter dann ein Stück des Jägerthals. Danach führt der Weg an der Lambertskreuz-Hütte vorbei zur Passhöhe Alte Schanze. Danach wird der Weinbietgipfel im Süden umgangen, dann führt der Weg durch die Innenstadt von Neustadt an der Weinstraße und das Kaltenbrunner Tal, an der Kaltenbrunner Hütte vorbei, weiter zur Passhöhe Hahnenschritt. Als Nächstes wird die Hüttenhohl passiert, dann die Edenkobener Hütte am Hüttenbrunnen, der Kohlplatz und die Nellohütte. Die nächsten Stationen sind das Modenbachtal, die Passhöhe Dreimärker, der Zimmerplatz und die Landauer Hütte. Dann führt die Strecke durch die Ortschaften Albersweiler, Annweiler am Trifels und Rinnthal. Anschließend verläuft der Weg durch das Wellbachtal und durch Hermersbergerhof, an der Burg Gräfenstein und der Gräfensteinhütte vorbei nach Merzalben und Rodalben. Das Hilschberghaus wird als Nächstes passiert, danach der Weiler Biebermühle. Der Weg führt danach durch Petersberg und Höheischweiler, westlich am Stadtkern von Pirmasens vorbei, weiter zur Stockwaldhütte. Anschließend führt der Weg an der Grenze zu Frankreich entlang zu den Altschlossfelsen, dann am Erlenkopf vorbei zum Reißlerhof. Nach den letzten Zwischenstationen Schöntal, der Rösselsbachquelle und der Burg Blumenstein wird mit dem Ort Schönau die Endstation erreicht.

Gelber-Balken: Der Weg beginnt bei Blieskastel führt über Contwig, Leimen (Pfalz), Hofstätten, Taubensuhl (Landauer Stadtwald), Eußerthal, Annweiler am Trifels bis nach Germersheim am Rhein.

Gelber-Balken: Der zweite Weg mit dieser Markierung im Pfälzerwald ist Teil des Fernwanderweg Pirmasens-Belfort / Internationaler Fernwanderweg Pirmasens-Belfort und verläuft weiter südlich im Pfälzerwald. Westlichster Ort ist Pirmasens, von dort führt er weiter in Richtung Dahn, Busenberg, Erlenbach bei Dahn, Birkenhördt, Bad Bergzabern, Schweigen-Rechtenbach, Wissembourg (F) und endet in Belfort.

Gelber-Balken: Der dritte Weg mit dieser Markierung von Glanbrücken nach Eiswoog, Frankenstein, Friedrichsbrunnen, Lambertskreuz nach Wachenheim.

Roter-Balken: Eine weitere Mehrfachmarkierung. Die erste, siehe oben bei Internationale Fernwanderwege. Ausgangsort des recht kurzen Weges ist Lambertskreuz, anschließend über Neidenfels, Lambrecht, Hellerplatz bis nach Breitenstein.

Roter-Balken: Die dritte Route beginnt in Neuleiningen, durchquert Bobenheim am Berg, Weisenheim am Berg, Bad Dürkheim und Wachenheim, weiter am Haardtrand entlang nach Neustadt an der Weinstraße, St. Martin, Frankweiler bis Siebeldingen.

Blauer-Balken: Abweichend vom obigen Fernwanderweg wird diese Markierung zusätzlich für eine kleine Strecke von „Drei Buchen“ bis nach Burrweiler an der Weinstraße verwendet.

#### Kennzeichnung Farbiger Punkt
Blauer Punkt: Von Hauptstuhl über Martinshöhe und Wallhalben nach Steinalben, von hier über Heltersberg nach Leimen.

Blauer Punkt: Von Neustadt-Diedesfeld durch das Klausental hinauf zum Hahnenschritt an der Kalmit.

Blauer Punkt: Von Lindenberg – Weinbiet – Neustadt.

Gelber Punkt: Von Helmbach zum Helmbachweiher, weiter zur Hornesselwiese und zum Ende der Route auf dem Taubensuhl.

Gelber Punkt: Vom Kettrichhof über die Hohe Straße nach Lemberg, vorbei am Maiblumenfels und der Annexe Salzwoog nach Hinterweidenthal. Von dort weiter über Vier Buchen und Winterkirchel zur Pfälzerwaldvereinshütte Dicke Eiche und nach Erfweiler. Anschließend geht es über Dahn und den Napoleonsfelsen nach Fischbach.

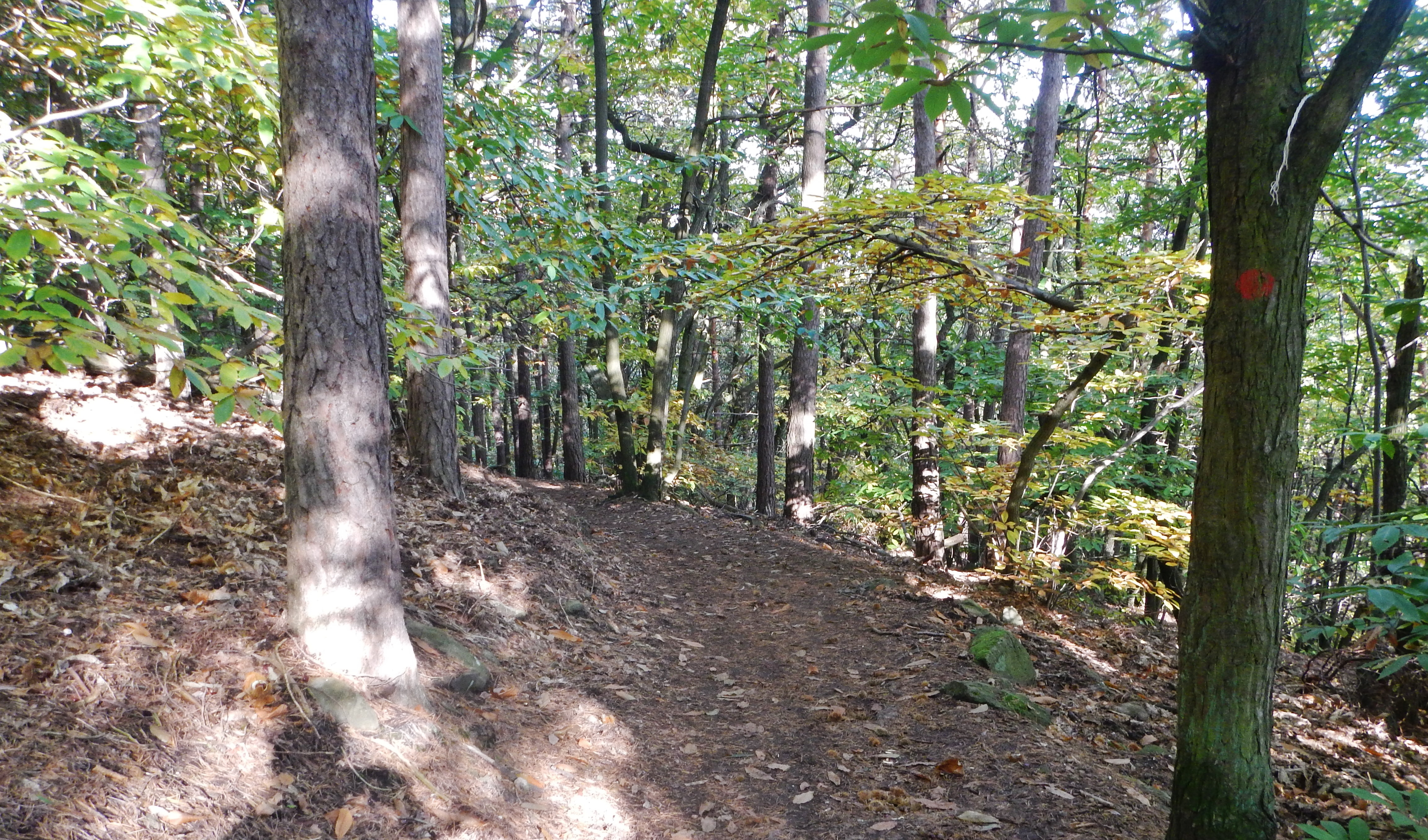
Markierung „roter Punkt“ westlich von Neustadt

Roter Punkt: Der Weg von Hertlingshausen (Carlsberg) entlang der Haardt bis zur französischen Grenze läuft über Kieskautberg und Rahnfels nach Bad Dürkheim, von Wachenheim über die Heidenlöcher nach Deidesheim, und durch das Mühltal auf den Stabenberg. Von dort durch das Benjental und über das Weinbiet (Pfälzerwaldvereinshütte) vorbei an der Ruine Wolfsburg nach Neustadt an der Weinstraße. Vom Hauptbahnhof aus geht es über den Nollensattel auf die Hohe Loog und weiter auf die Kalmit (673 m), vorbei an der Ruine Kropsburg zur Pfälzerwaldvereinshütte Hüttenbrunnen. Der Weg führt anschließend über die Ruine Rietburg, Weyher, durch das Modenbachtal, nach Drei Buchen und Ramberg. Vorbei an der Ruine Ramburg, den Pfälzerwaldvereinshütten Böchinger Hütte und Siebeldinger Hütte führt der Weg auf den Almersberg, und hinab durch das Wellbachtal nach Rinnthal. Über den Buchholzfelsen und Spirkelbach geht es nach Hauenstein, über den Kreuzfelsen zur Pfälzerwaldvereinshütte Wasgauhütte. Abschließend verläuft der Rote Punkt über Darstein, die Hütte Lindelbrunn, Lauterschwan, die Hütte Hirzeck, nach Bobenthal und durch das Klaffental zum Grenzübergang Kehlingen (Petit Wingen).

Weißer Punkt: Diese Markierung ist dort anzutreffen, wo Verbindungswege zwischen Hauptwegen/Hauptwanderrouten eingerichtet wurden. Es ist möglich, auf eine andere Route zu wechseln. Diese Markierung tritt eher selten auf.

#### Prädikatswege
Die Pfalz-Touristik erarbeitete in Zusammenarbeit mit dem Verband Deutscher Gebirgs- und Wandervereine e. V. (Deutscher Wanderverband) die Routen für drei Prädikatswanderwege, die im April 2011 eröffnet wurden und von denen zwei im Pfälzerwald verlaufen:
- Der Pfälzer Weinsteig (171 km, elf ausgewiesene Tagesetappen) führt von Bockenheim an der Weinstraße entlang der Haardt nach Schweigen-Rechtenbach.
- Der Pfälzer Waldpfad (142 km, neun ausgewiesene Tagesetappen) führt von Kaiserslautern durch das Holzland und den Wasgau ebenfalls nach Schweigen-Rechtenbach.

Weitere Prädikatswanderwege wurden  unter Mitwirkung des Deutschen Wanderinstituts erstellt. Es handelt sich um 9 sogenannte „Premiumwanderwege“ hauptsächlich im Süden des Pfälzerwaldes. Ein Beispiel ist der Felsenland Sagenweg (Länge etwa 90 km), der in 5 bis 7 Tagesetappen von Dahn nach Bruchweiler-Bärenbach durch das Dahner Felsenland führt oder der Pirmasenser Felsenwald. Andere Wanderungen wurden dagegen als Tagestouren und Rundwanderungen angelegt; Als Beispiele können hier die Wasgau Seen Tour oder der Hauensteiner Schusterpfad dienen. Alle Premiumwege können in beide Richtungen begangen werden.

### Themenwanderwege

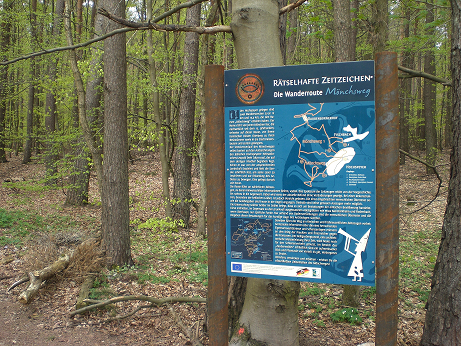
Themenwanderweg Mönchsweg bei Hochspeyer

- Gewässerwanderweg an der Moosalbe – Dieses ist einer von sieben Themenwanderwegen zum Thema Wasserbau in Rheinland-Pfalz. Der Weg führt über 33 km entlang der Moosalbe und der Hirschalbe. Eine Dokumentation des Ministeriums für Umwelt und Forsten Rheinland-Pfalz[5] erläutert verschiedene Stationen aus den Bereichen

- Mühlen, Wehre und Brunnen,
- Quellen, Gewässerstrukturen und Ökosysteme.

- Rätselhafte Zeitzeichen – Geschichtlicher Themenwanderweg der Verbandsgemeinde Enkenbach-Alsenborn, mit den Abschnitten[6]

- Hochfelsweg (12 km)
- Keltenweg und Römerweg (9 km)
- Mönchsweg I (12 km) und Mönchsweg II (14 km)
- Schanzenweg (13 km)
- Sonnwendweg (9 km)

- Skulpturenweg Rheinland-Pfalz – Dieser Skulpturenweg soll zwar zukünftig einmal durch ganz Rheinland-Pfalz führen, es bestehen erst lediglich örtliche Abschnitte[7]. Diese liegen im Pfälzerwald in den Bereichen:

- Schweinstal, Krickenbach, Queidersbach
- Trippstadt, Stelzenberg
- Trippstadt, Johanniskreuz

- Spurensuche – Vier Forstgeschichtliche Wanderwege im Forstamt Johanniskreuz (2015 zurückgebaut):

Weg 1 (gelb, 21 km, 21 Stationen) über Lauberhof, Karlstal und Meiserhof.
Weg 2 (rot, 14,5 km, 21 Stationen) über Erlenbach und Eschkopf.
Weg 3 (blau, 19,5 km, 21 Stationen) über Dämmchen, Mückenwiese und Speyerbrunn.
Weg 4 (grün, 19 km, 22 Stationen, nicht ab Johanniskreuz, sondern Trippstadt) über Antonihof und Aschbacherhof.
- Der Rodalber Felsenwanderweg (Rundwanderweg, 43,305 km, vorgeschlagen sind fünf Tagesetappen, wobei sich die Gesamtlänge einschließlich der An- und Abmarschwege auf 61,9 km vergrößert) wurde von Pfälzerwaldverein und Gemeinde Rodalben schon zu Beginn der 1990er Jahre eingerichtet. Er schlängelt sich durch verschiedenen Seitentäler rund um Rodalben und berührt dabei 26 bizarre Felsgebilde aus landestypischem Buntsandstein, darunter den Bruderfelsen. 2007 wurde er vom Deutschen Wanderverband als Prädikatsweg anerkannt.
- Der Brunnenwanderweg bei Heltersberg: Der im Jahre 2009 eingeweihte Brunnenwanderweg ist 40,3 km lang und verläuft in 64 themenbezogenen Stationen rund um die Gemeinde Heltersberg. Die etwa 30 in ehrenamtlicher Arbeit neu renovierten Brunnen bilden den Schwerpunkt des Weges; weitere Besonderheiten sind naturnahe, einsame Mischwäldern und bizarre Felsformationen (Hangfelsen und Blockfelder). Der kulturhistorische Hintergrund des Weges wird in ausführlichen Informationstafeln und einer Begleitbroschüre dokumentiert.[8]

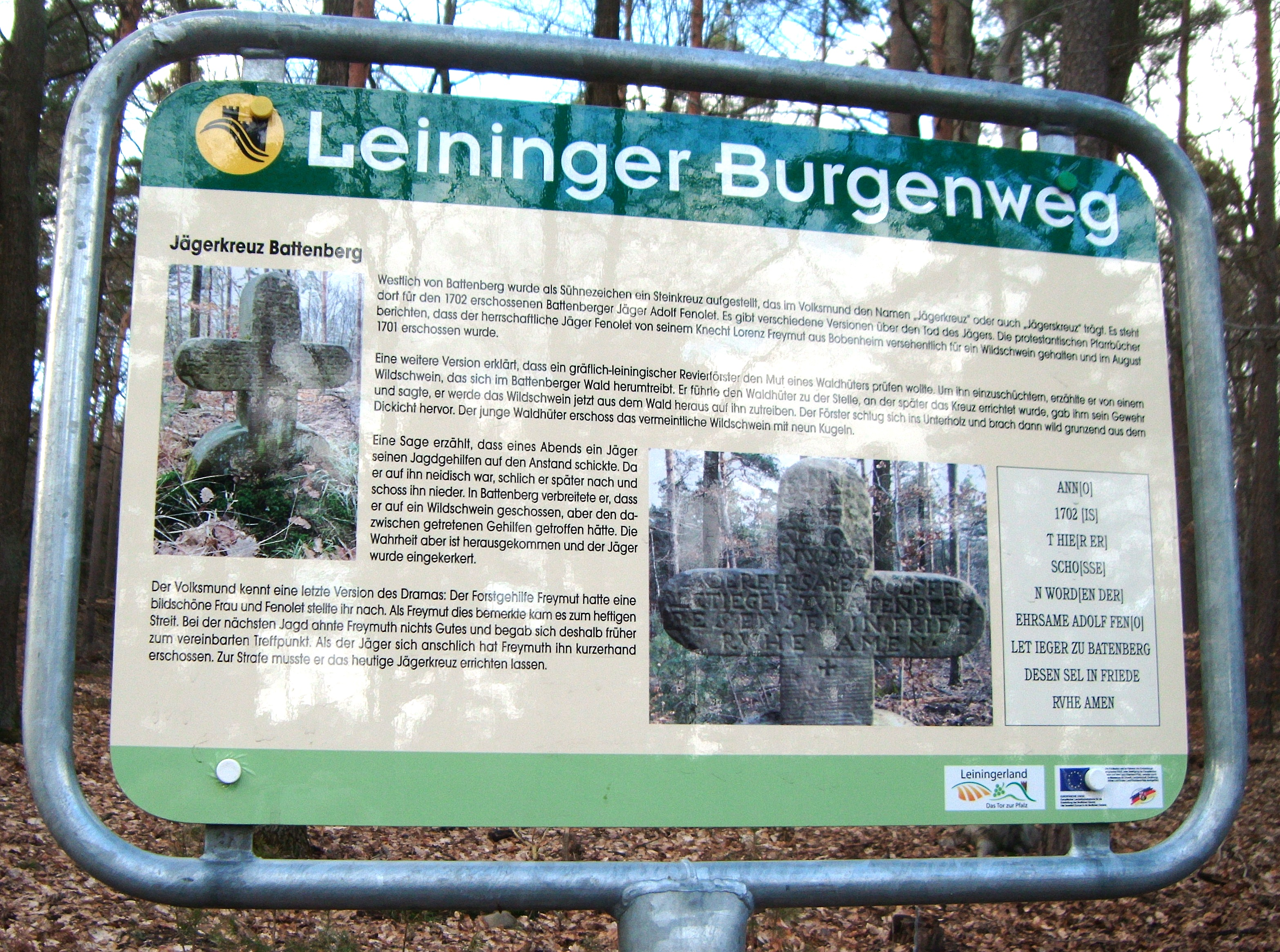
Leininger Burgenweg

- Weitere Themenwanderwege sind der Pfälzer Keschdeweg, der Leininger Burgenweg, der Leininger Klosterweg, der Triftwanderweg Elmstein, der Busenberger Holzschuhpfad, der Dahner Felsenpfad, der Elwetritsche-Lehrpfad und der Elwetritsche-Wanderweg

### Ortswanderwege
Viele Ortsgemeinden und Verbandsgemeinden im Pfälzerwald haben örtliche Wanderwege ausgewiesen. Die meist mit Nummern gekennzeichneten Rundwanderwege werden auf kurzen bis mittleren Entfernungen vorwiegend durch die Einheimischen genutzt. Die Pflege dieser Rundwanderwege (Wegemarkierung, Freischneiden) ist wegen schwacher Nachfrage und geringem Budget zum Teil sehr vernachlässigt worden, sie sind daher zum Teil nur noch mit Hilfe von Topografischen Karten zu finden.

## Gemeinsame Markierungssysteme
Seit Gründung von Pfälzerwaldverein und Vogesenclub (franz. Club Vosgien) vor mittlerweile über 100 Jahren werden von beiden Wandervereinen fast identische Markierungssysteme verwendet. Dadurch sind nicht nur grenzüberschreitende Wanderungen absolut problemlos durchzuführen, sondern es wird zusätzlich der Tatsache Rechnung getragen, dass Pfälzerwald und Vogesen nach geomorphologischen und topografischen Gesichtspunkten eine Einheit bilden, also nur als Teile eines übergeordneten linksrheinischen Gebirges anzusehen sind.